# Örn Arnarson
Örn Arnarson (Reykjavík, 31 agosto 1981) è un nuotatore islandese.
Specializzato nel dorso, ha gareggiato alle Olimpiadi di Sydney 2000 e Atene 2004.

## Palmarès
- Mondiali

Fukuoka 2001: argento nei 100m dorso e bronzo nei 200m dorso.
- Europei in vasca corta

Sheffield 1998: oro nei 200m dorso.
Lisbona 1999: oro nei 100m dorso e nei 200m dorso.
Valencia 2000: oro  nei 100m dorso e nei 200m dorso e argento nei 50m dorso.
Riesa 2002: oro nei 200m dorso e bronzo nei 100m dorso.
Dublino 2003: argento nei 100m dorso.
Helsinki 2006: bronzo nei 50m farfalla.